# 전북동화중학교
전북동화중학교는 대한민국 전북특별자치도 정읍시 태인면 태창리에 있는 공립 중학교이다.

## 학교 연혁
- 2008년 8월 14일 : 학교 설립인가(6학급)
- 2010년 3월 1일 : 제1대 박병훈 교장 부임
- 2012년 12월 28일 : 제1회 졸업생 (2학급 40명)
- 2022년 3월 1일 : 제4대 김범주 교장 부임
- 2024년 1월 10일 : 제12회 졸업생(2학급 18명)
- 2024년 3월 4일 : 제15회 입학생(2학급 28명)

## 참고 자료
- 전북동화중학교 - 한국교육학술정보원 학교알리미